# غران
مدينة غُرَانَ سعودية، في محافظة خليص بمنطقة مكة المكرمة. تعرف قديما (الوادي الأخضر) تقع في شمال شرق مدينة جدة بمسافة نحو (45) كم. يقطنها قرابة 14900 نسمة.

## التاريخ
من أشهر معالمها التاريخية ماء الكديد وهو بالقرب من مسجد الأميرة على طريق الهجرة القديم ومن معالمها كذلك عين الجوفة في جنوب المدينة.

## أحياء مدينة غران
تحتوي مدينة غران على تسعة أحياء، وهي:
- مخطط مدينة غران الشمالي
- مخطط مدينة غران الجنوبي
- حي النزهة
- حي اليمانية
- حي الربوة
- حي المقر
- حي القبة
- حي الفيضة
- حي الصمد.
- حي ربوة المحاميد.

## الخدمات الحكومية
المدارس
- مدرسة موسى بن نصير الابتدائية بمدينة غران.
- مدرسة المتوسطة الثانوية بنين بمدينة غران.
- مدرسة الشمالية الابتدائية بنات بمدينة غران.
- مدرسة تحفيظ القران الابتدائية بنات بمدينة غران.
- مدرسة متوسطة البنات بمدينة غران.
- مدرسة ثانوية البنات بمدينة غران.

القطاعات الحكومية والاجتماعية
- وزارة المياه بمدينة غران بمحافظة خليص.
- الإدارة العامة للدفاع المدني بمدينة غران بمحافظة خليص.
- المباحث العامة لمكافحة المخدرات بمدينة غران بمحافظة خليص.
- مستوصف مدينة غران الحكومي.
- مكتب لشركة الكهرباء بمدينة غران.
- روضة أطفال مدينة غران.
- مركز أحياء مدينة غران.
- مركز فتاة مدينة غران.
- لجنة التنمية الاجتماعية الأهلية بمدينة غران.
- المكتب التعاوني للدعوة والإرشاد وتوعية الجاليات بمدينة غران.
- جميعة البر الخيرية بمدينة غران.
- وزارة الزراعة بمدينة غران بمحافظة خليص.[3]

## الأندية الرياضية
تحتوي مدينة غران على خمسة أندية رياضية، وهي:
- نادي النور الرياضي بمدينة غران
- نادي النزهة الرياضي بحي النزهة بمدينة غران
- نادي السد الرياضي بحي المقر بمدينة غران
- نادي الريان الرياضي بحي الربوة بمدينة غران
- نادي الكواسر الرياضي بحي الفيضة بمدينة غران
- نادي الخليج الرياضي بحي اليمانية بمدينة غران

## الصحف
- صحيفة غراس الإلكترونية